# Kristofer Hivju
Kristofer Hivju (n. Oslo, Noruega, 7 de diciembre de 1978) es un actor, director y guionista noruego. Es conocido por interpretar a Tormund Giantsbane en Game of Thrones, y a Rhodes en The Fast and the Furious.

## Biografía
Es hijo del famoso actor noruego Erik Hivju y de Liselotte Islotes.
Su prima es la actriz francesa Isabelle Nanty.
En el año 2004, se graduó Academia Rusa de Artes Teatrales de la ciudad de Aarhus en Dinamarca.
En el 2020, a través de su cuenta oficial de Instagram informó que dio positivo en el examen por Coronavirus.

## Carrera
Comenzó su carrera profesional como actor, debutando en el año 2001 para la serie de televisión Fox Grønland del canal TV 2, seguidamente también ha realizado algunas apariciones en más series de televisión y a su vez en el 2007 un cortometraje.
Un año más tarde, debutó como actor de cine en la película noruega Rovdyr.
Durante esta época, también ha trabajado en teatro, numerosamente ha realizado funciones en el Teatro de Trøndelag de Trondheim.
Años más tarde en 2011 continuó en el cine, protagonizando una película llamada Olav, en la que interpretaba a Olaf II el Santo y tuvo un papel en The Thing.
En 2013 apareció en la película estadounidense After Earth, donde interpretó a un soldado, la película fue dirigida por M. Night Shyamalan.
Ese mismo año se unió al elenco de la famosa serie Game of Thrones donde interpreta a Tormund Giantsbane, hasta ahora.

## Filmografía
| Año       | Título                        | Personaje              | Notas                              |
| --------- | ----------------------------- | ---------------------- | ---------------------------------- |
| 2001      | Fox Grønland                  | Jim Olsen              | Serie de televisión                |
| 2005      | Closework                     | Pleieren               | Cortometraje                       |
| 2007      | Seks som oss                  | Bar-kunde              | Serie de televisión                |
| 2007      | Størst av alt                 | Ben                    | Ídem                               |
| 2008      | Rovdyr                        | Jørgen                 |                                    |
| 2008      | En perfekt dag for golf       | Gudmund el paramédico  | Cortometraje                       |
| 2008      | Flax                          |                        | Ídem                               |
| 2011      | The Thing                     | Jonas                  |                                    |
| 2011      | Min Siste Bull                | Como víctima           |                                    |
| 2011      | Your Turn                     | Eik                    |                                    |
| 2013      | Después de la Tierra          | Como jefe de seguridad |                                    |
| 2013      | Haikeren                      | Torgeir                | Cortometraje                       |
| 2013-2019 | Game of Thrones               | Tormund Giantsbane     | Serie de televisión (33 episodios) |
| 2014      | In Order of Disappearance     | Strike                 |                                    |
| 2014      | Operasjon Arktis              | Fangstmann             |                                    |
| 2014      | Turist                        | Mats                   |                                    |
| 2015      | Mango - Lifes coincidences    | Protagonista           |                                    |
| 2016      | Birkebeinerne (El Último Rey) | Torstein Skevla        | Film                               |
| 2016      | Beck                          | Det. Steinar Hovland   |                                    |
| 2017      | The Fate of the Furious       | Connor Rhodes          |                                    |
| 2020      | Downhill                      | Michel                 |                                    |
| 2021      | The Witcher                   | Nivellen               | Episodio " A Grain of Truth"       |
| 2023      | Cocaine Bear                  | Olaf                   |                                    |
| 2024      | Red One                       | Krampus                |                                    |
| 2024      | The Gentlemen                 | Florian de Groot       | Serie de televisión (2 episodios)  |

## Nominaciones
Premios del Sindicato de Actores
| Año  | Categoría                 | Trabajo         | Resultado |
| ---- | ------------------------- | --------------- | --------- |
| 2013 | Mejor reparto en un drama | Game of Thrones | Nominado  |